# Selene vomer
 Selene vomer és una espècie de peix de la família dels caràngids i de l'ordre dels perciformes que es troba a l'Atlàntic occidental (des del Canadà i Maine fins a l'Uruguai, incloent-hi Bermuda i el Golf de Mèxic). És rar a les Grans Antilles. Els mascles poden assolir els 48,3 cm de longitud total.
Va ser descrit per primera vegada l'any 1758 per Carl Linnaeus, a la 10a edició de Systema Naturae.

## Descripció
Tot i que al primer cop d'ull és similar al Selene setapinnis, es pot distingir per les seves aletes dorsal i anal, el segon radi de cada aleta és moltes vegades més llarg que els radis circumdants. Això dona a les aletes dorsal i anal una forma notablement de dalla. A més, l'aleta dorsal del Selene womes té 9 espines i 23 radis, mentre que l'aleta anal només té 3 espines i 18 radis.
- Selene vomer
- Imatge amb raigs X

Com el Selene setapinnis, té un cos profund, en forma de rombe i comprimit lateralment. El cap té la boca baixa i els ulls alts. El perfil general del cap és còncau. L'aleta caudal és bifurcada, com en els Trachinotus, mentre que l'aleta pectoral és en forma de dalla i arriba a la meitat de la segona aleta dorsal.

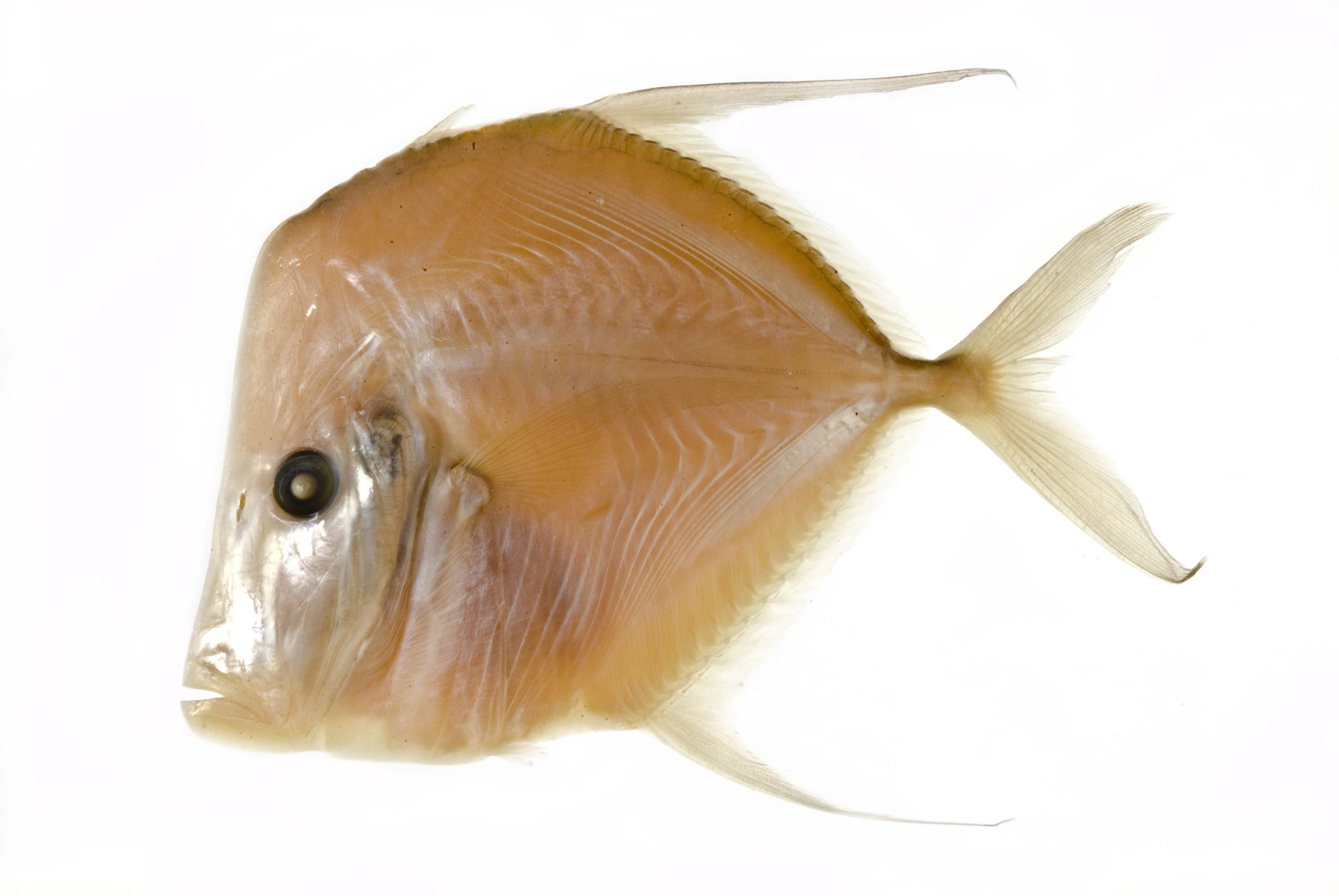
Selene vomer
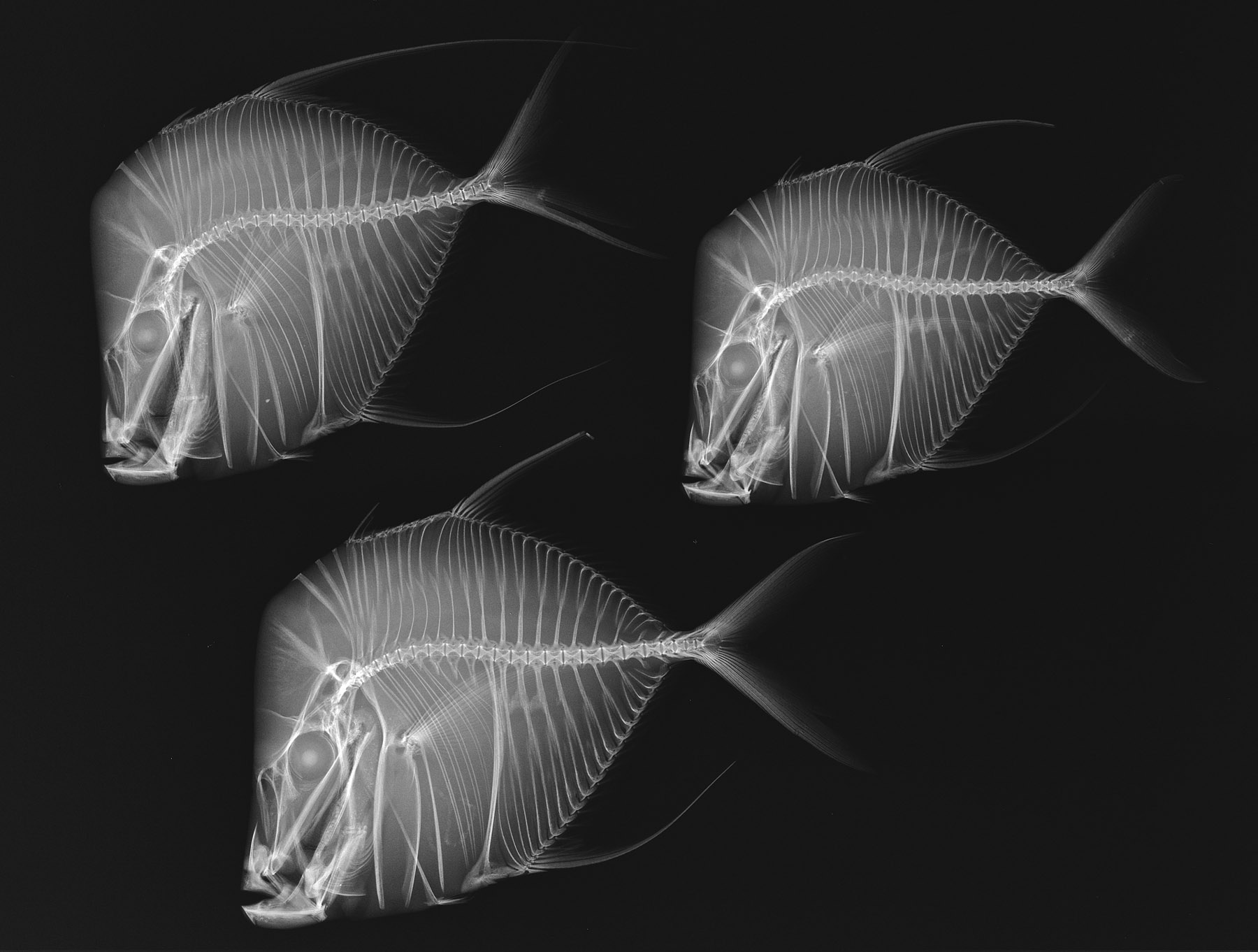
Selene vomer

El Selene vomer és platejat als dos costats amb un to més fosc a la part superior. Un peix jove té diverses barres verticals tènues que s'esvaeixen a mesura que creix. El Selene vomer més llarg conegut feia 48,3 cm de llarg, i el més pesat pesava 2,1 kg.

## Distribució i hàbitat
A l'Atlàntic occidental, el Selene vomer es troba des del Canadà i Maine al sud fins a l'Uruguai, incloses les Bermudes i el golf de Mèxic. Tot i que és comú a les aigües tropicals de l'Atlàntic, rarament es veu a les Grans Antilles.

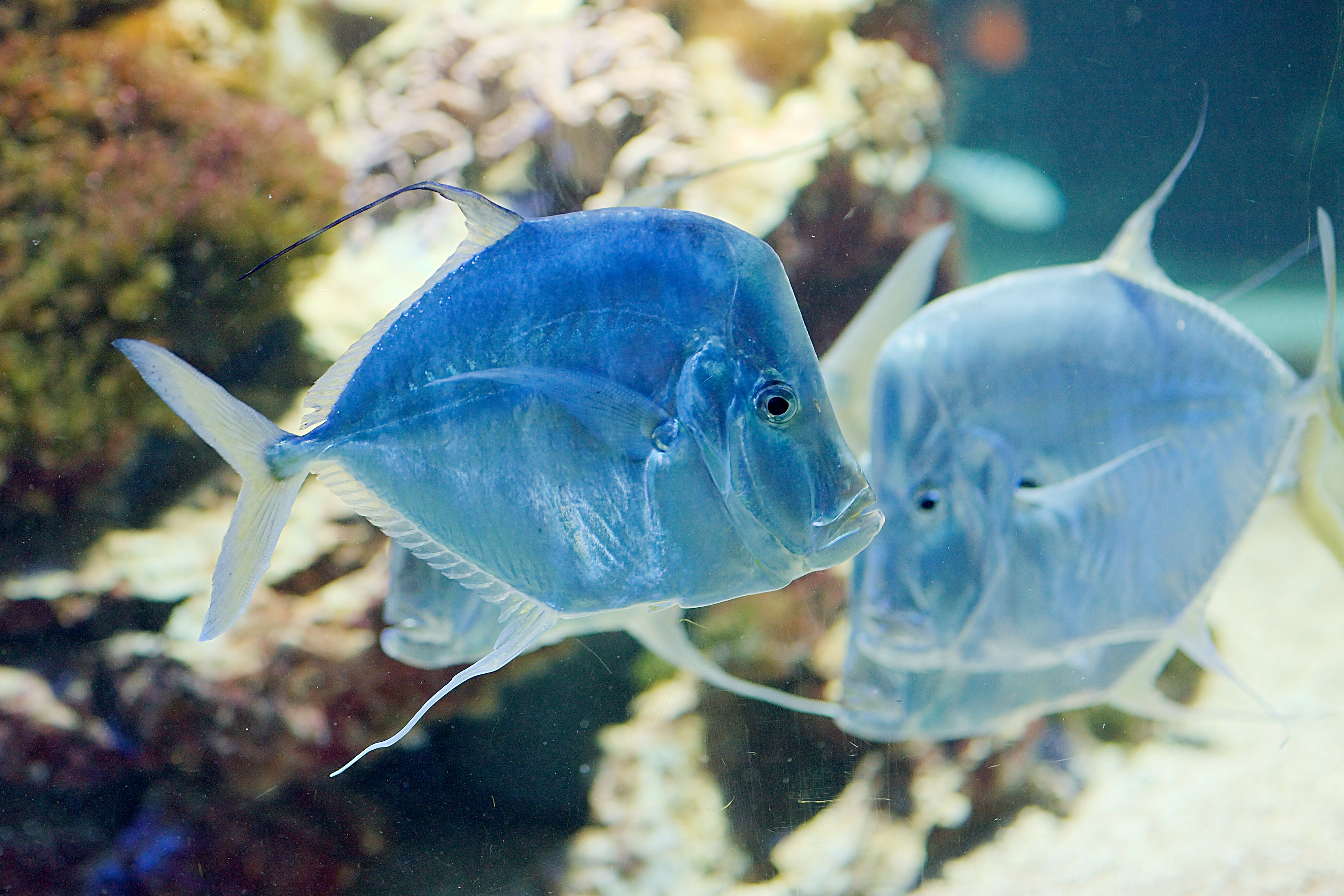
Selene vomer
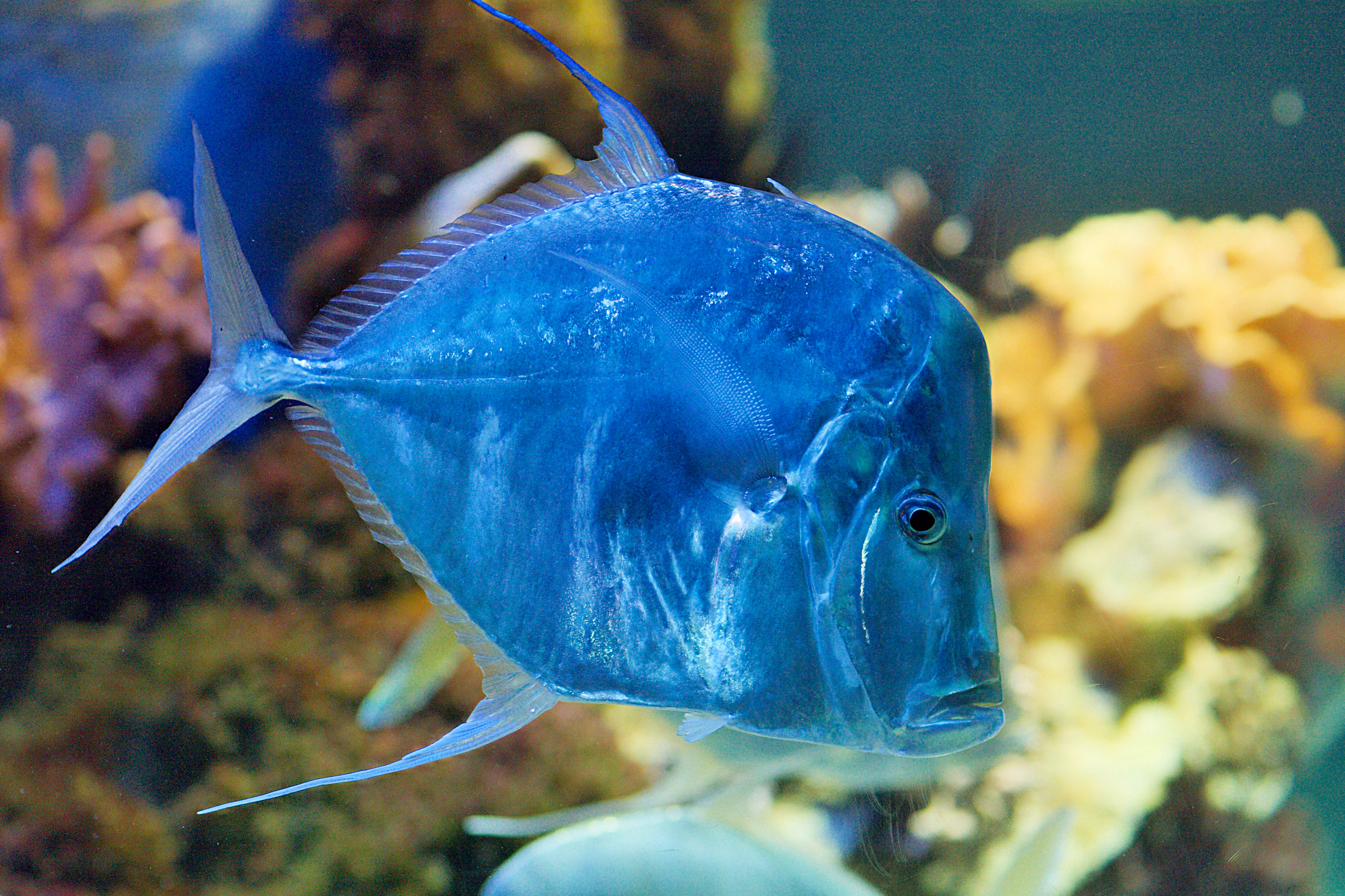
Selene vomer

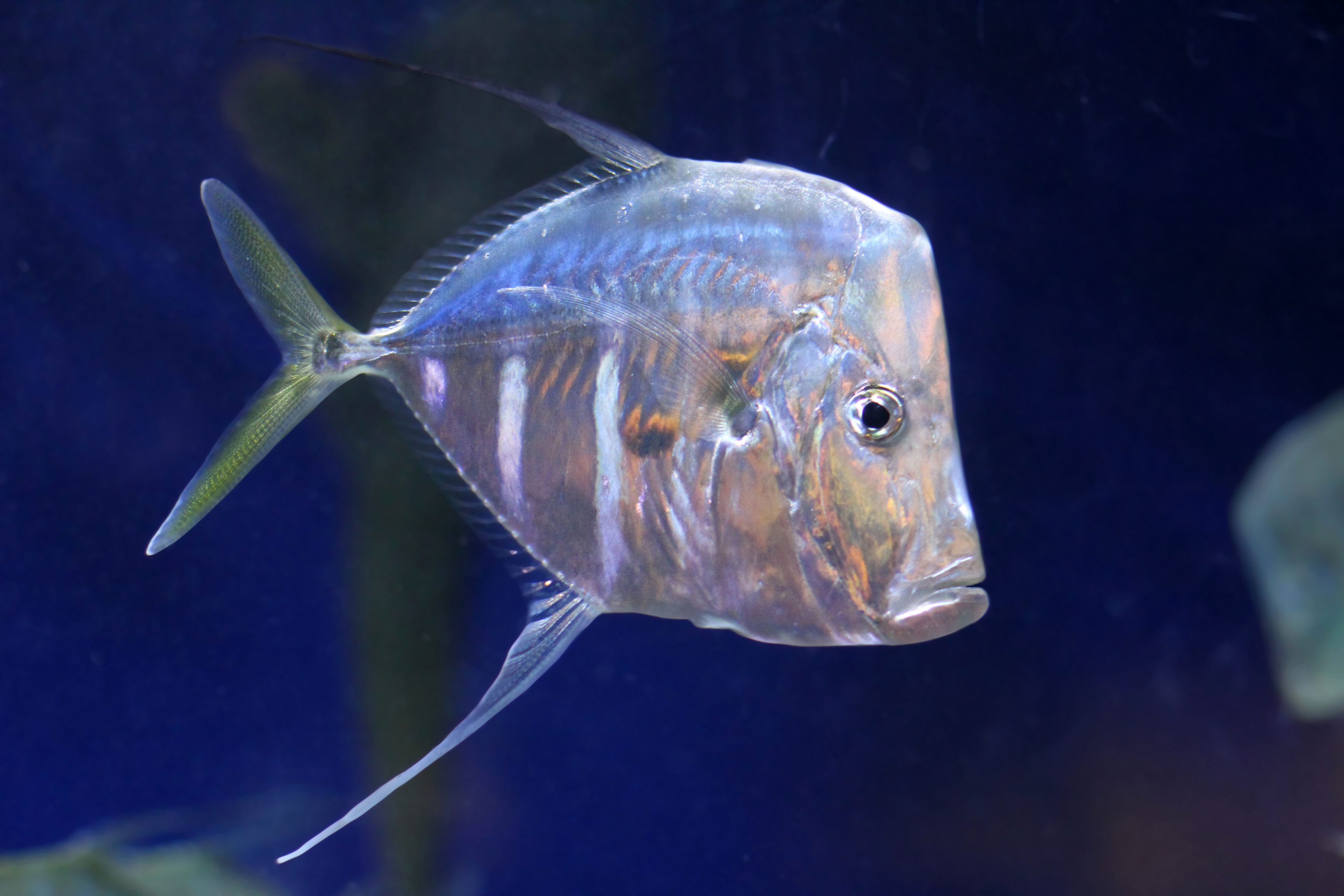
Selene vomer
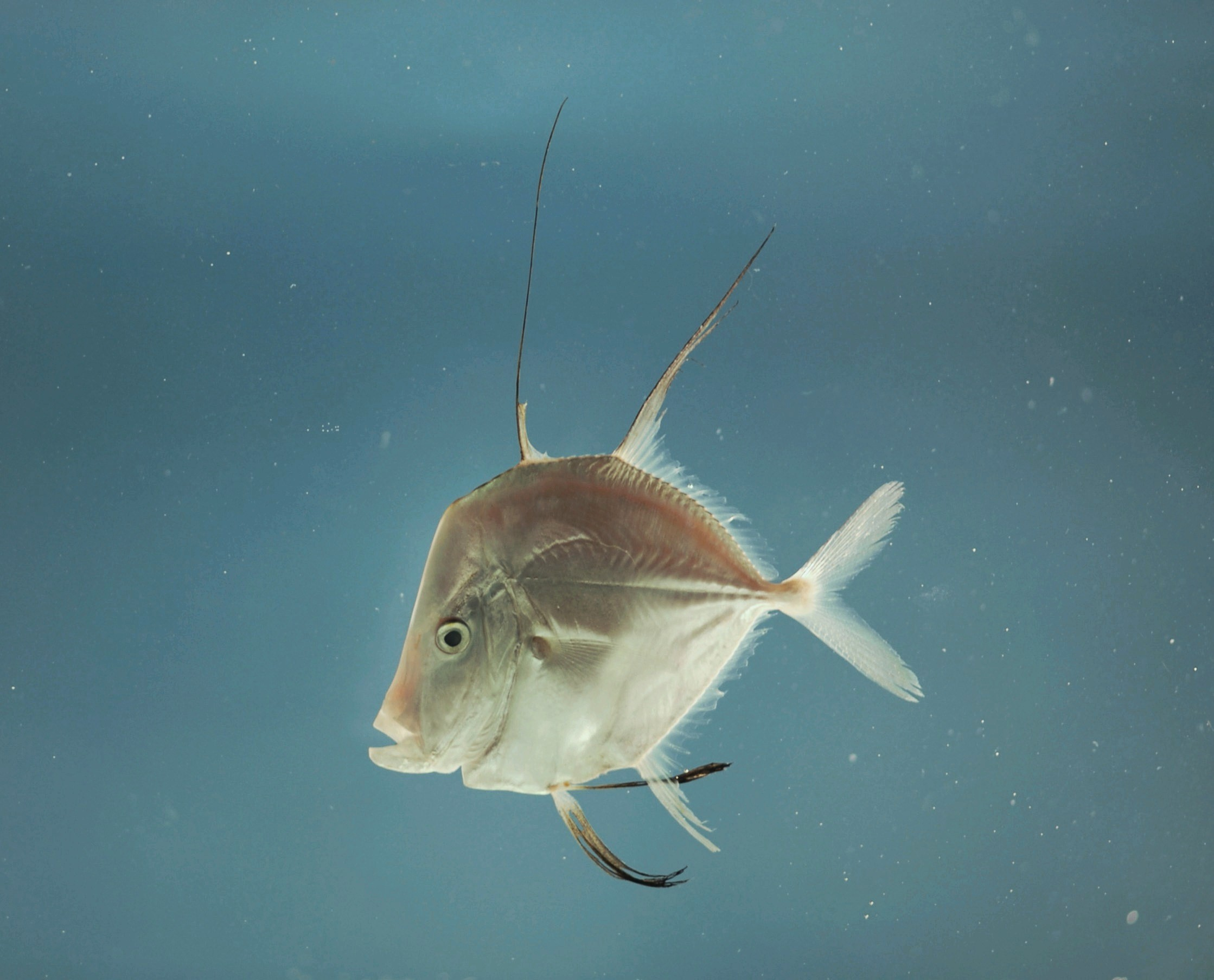
Selene vomer

El Selene vomer es troba en aigües marines i salobres a profunditats d'1 a 53 metres. Viu en aigües poc profundes prop de la costa, al llarg de fons durs o sorrencs. Els joves es poden veure als estuaris o prop de platges de sorra. Sovint, el Selene vomer també es pot dividir en grups o parelles més petits.

## Importància comercial
El Selene vomer no té un paper important en la pesca comercial. No obstant això, és buscat per a grans exposicions d'aquaris públics per la seva forma interessant i aspecte cridaner.